# Gustav Zeuner

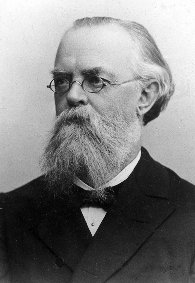
Gustav Zeuner

Gustav Anton Zeuner (1828–1907) – niemiecki inżynier i fizyk. Autor prac z dziedziny termodynamiki technicznej, hydrauliki i mechaniki stosowanej. W 1860 roku opracował teorię parowych silników tłokowych. Był profesorem politechniki w Zurychu, Freibergu oraz Dreźnie.
Zeuner był uczestnikiem demonstracji i wystąpień w okresie Wiosny Ludów w latach 1848-1849.